# Noemie Fox
Noemie Fox (19 marzo 1997) è una canoista australiana, specializzata nello slalom.

## Palmarès
- Giochi olimpici estivi

Parigi 2024: oro nel K Cross
- Mondiali

Pau 2017: argento nel C1 a squadre;
La Seu d'Urgell 2019: oro nel C1 a squadre.
- Campionati oceaniani di canoa slalom

Auckland 2016: bronzo nel C1;
Auckland 2017: bronzo nel C1.
Penrith 2019: argento nel C1 e nel K1.